# Каса Спорт
„Каса Спорт де Зигиншор“ е сенегалски професионален футболен клуб, базиран в Зигиншор. Отборът играе в горната дивизия на сенегалския футбол. Неговият стадион е „Алине Ситое Диата“. Това е най-популярният спортен клуб в Касаманс, първите четири букви от района дават името на клуба, кратката форма Каса.

## Статистика
- Най-добра позиция: Втори кръг (континентален)
- Най-добра позиция в състезание за купа: предварителен кръг (континентален)
- Най-добра позиция в Купата на лигата: 1-ва
- Участие в Купата на лигата: 9
- Участие в Суперкупата: 2
- Общо отбелязани голове на финал за купата: 8